# 但泽号小巡洋舰
但泽号是德意志帝国所建造的七艘不来梅级小巡洋舰的末舰，以德国城市但泽（今波兰格但斯克）命名。它由同名城市的帝国船厂承建，于1904年开始龙骨架设、1905年9月23日下水、至1907年12月1日投入舰队使用。其主舰炮包括有十门105毫米40倍径速射炮和两具450毫米鱼雷发射管，最高速度可达22节。
但泽号于职业生涯的头十年主要跟随公海舰队的侦察部队服役。它在第一次世界大战期间参与了广泛的行动；其中包括1914年8月爆发的黑尔戈兰湾海战，但并未与英国军舰交火。它还曾出现在波罗的海对抗俄国海军的行动中，并于1915年11月遭到俄国的一枚水雷严重破坏。但泽号同样参加了阿尔比恩行动，于1917年9月在里加湾的入口处占领相关岛屿。此后它退出现役，并在战争结束后作为战利舰割让予英国。自1921年起，但泽号被拆解报废。

## 建造
但泽号是为替代老旧的巡洋护卫舰亚历山德里娜号而以“亚历山德里娜替舰（Ersatz Alexandrine）”为代号进行订购，并于1904年在但泽的帝国船厂开始架设龙骨。它于1905年9月23日下水，之后展开舾装工作。1907年12月1日，舰只正式投入公海舰队使用。
但泽号的全长为111.10（364英尺6英寸），有13.3（43英尺8英寸）的舷宽和5.68（18英尺8英寸）的前吃水。在满载情况下，舰只的排水量可达3,783公噸（3,723長噸）。其推进系统由两台三胀式蒸汽机组成，它们的额定功率为12,022匹軸馬力（8,965千瓦特），最高速度达22節（41每小時）。发动机由十台燃煤船用式水管锅炉提供动力。但泽号可携带860公噸（850長噸）煤，故此得以12節（22每小時）的速度续航4,690海里（8,690）。舰只的标准船员编制则为14名军官及274－287名水兵。
但泽号的武器由十门单装105毫米40倍径速射炮组成。其中两门并排布置在艏艛前方，六门设于舰舯、每边各三门，以及两门并排布置在舰艉。这些炮支的射程为12,200（13,300碼）。它们共提供1500发弹药，其中每炮150发。舰只还配备有两具450（17.7英寸）的鱼雷管及五枚鱼雷，均浸没舷侧的船体内。此外，它还可满足携带50枚水雷的需求。舰只受到厚达80（3.1英寸）的装甲甲板保护，司令塔的侧面有100（3.9英寸）厚、炮支的炮挡厚度也有50（2.0英寸）。

## 服役历史
完成海上试航后，但泽号被分配至公海舰队的侦察部队服役。自1910年6月5日起，它又用作舰队炮手的炮术教练船。随着第一次世界大战爆发，舰只首先被分配至第三侦察集群并迁往北海。1914年8月25日，它又与姊妹舰慕尼黑号加入驻泊在布伦斯比特尔的第四侦察集群，但三天后便经由威廉皇帝运河驶至基尔。当天上午，英国人袭击了黑尔戈兰湾的德国巡逻队。在接下来的黑尔戈兰湾海战中，慕尼黑号和但泽号被召回，并受命前往易北河口等待进一步指示。但泽于15:00前不久来到被击沉的小巡洋舰阿里阿德涅号跟前，并降下舰载艇以拯救幸存者。第一侦察集群司令、海军少将弗朗茨·冯·希佩尔发布命令，让所有小巡洋舰至临近的战列巡洋舰冯·德·坦恩号和毛奇号之间重新编组，但遭到但泽号舰长的拒绝，他回应称“正从阿里阿德涅号救人”。但泽号最终救起约170名船员。
1915年5月7日，当时由但泽号、慕尼黑号、斯德丁号、斯图加特号和二十艘鱼雷艇组成的第四侦察集群被派往波罗的海，为针对向利鲍的俄国阵地发起的大规模行动提供支援。该行动由波罗的海侦察部队司令、海军少将阿尔贝特·霍普曼指挥。第四侦察集群的任务是在北部进行屏护，以防止任何俄国海军力量从芬兰湾移出，而几艘大巡洋舰和其它军舰则对港口实施炮击。俄国人试图以四艘巡洋舰组成的兵力进行干预：马卡罗夫将军号、巴扬号、奥列格号和博加特耶尔号。俄国舰只曾短暂与慕尼黑号交战，但由于双方都不确定对方的实力，很快便脱离。在炮击后不久，利鲍即由德国陆军占领，斯德丁号及第四侦察集群余部遂被召回公海舰队。但泽号则于5月8日加入了由老旧前无畏舰组成的第四战列分舰队，对哥得兰岛实施侦察；该行动一直持续至5月10日，期间并未遇到俄国部队。1915年11月25日，但泽号不慎驶入了一个俄国人布设的雷区，并被其中一枚水雷严重致损。但它仍可由姊妹舰柏林号拖曳回港并进行维修。由于维修工期较预期更长，其船员被转移至女性之赞号服役。直至1915年11月3日，但泽号才再度可供使用。此时它回到波罗的海，驻扎在利鲍。然而至11月25日，舰只在哥得兰岛南部再次触雷，并造成船舵撕裂及轴承弯曲。柏林号再次拖曳这艘仍可操纵的舰只来到但泽帝国船厂，进行为期六个月的修理。在此期间，部分船员再度被转移至女性之赞号。

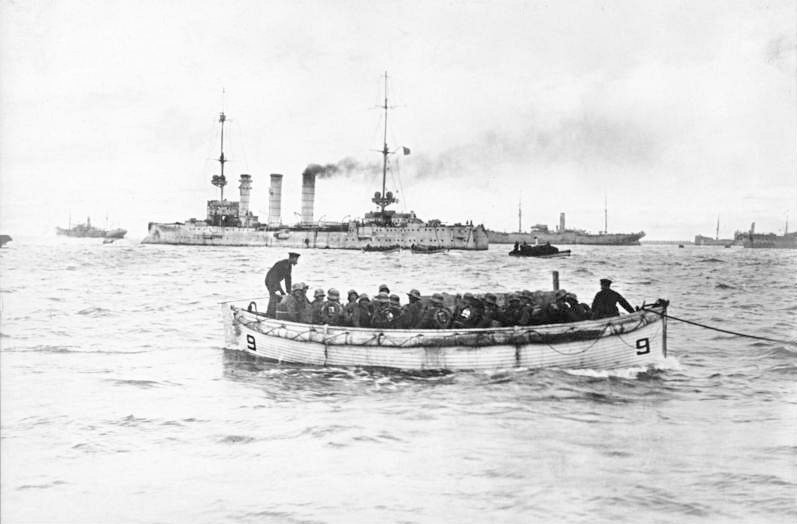
阿尔比恩行动期间的但泽号

自1916年8月起，但泽号被部署至德意志湾担当前哨执勤。同年12月1日，它又被分配至第二侦察集群。在执行了各种布雷任务后，但泽于1917年6月回到波罗的海，作靶舰使用。1917年9月初，在德军攻克了里加的俄国港口后，德国海军决定消灭仍控制着里加湾的俄国海军。海军参谋本部计划发起一项行动，以夺取波罗的海岛屿萨雷马岛，以及尤其是分部于瑟爾韋半島上的俄国岸基炮台。作战命令于9月18日发出，以便与陆军联合行动，占领萨雷马岛和穆胡岛；海军的主要力量是由旗舰毛奇号，以及公海舰队的第三和第四战列分舰队组成。入侵总兵力约为24600名官兵。但泽号此时已被转移回第二侦察集群，该集群负责屏护入侵部队。在行动期间，但泽号的舰长一职是由德皇威廉二世之子——阿达尔贝特王子担任。但泽号在行动中唯一的重大任务是在19日，当时它与柯尼斯堡号和纽伦堡号被派往拦截据报在该地区出没的两艘俄国鱼雷艇。德国人无法找到这些船舶，继而中断了行动。
但泽号于1917年底退出现役并再次成为供潜艇训练的靶舰。它在战争中幸存了下来，至1919年11月5日正式从海军名录中除籍。舰只于1920年9月15日作为战利舰而以代号“R”被割让予英国，后于1921年至1923年间在惠特比拆解报废。